# 1937 aux Territoires du Nord-Ouest
Chronologie des Territoires du Nord-Ouest
- 1933
- 1934
- 1935
- 1936
- 1937
- 1938
- 1939
- 1940
- 1941

Cette page concerne les événements survenus en 1937 dans le territoire canadien des Territoires du Nord-Ouest.

## Politique
- Premier ministre : Charles Camsell (Commissaire en gouvernement)
- Commissaire :
- Législature :